# جورج مک‌گرا
جورج مک‌گرا (انگلیسی: George McGrath; ۱۹ سپتامبر ۱۸۸۵ – ۶ اوت ۱۹۵۶) بازیکن هاکی روی چمن اهل بریتانیا بود.